# بیرنه ملگورد
بیرنه ملگورد (متولد ۹ سپتامبر ۱۹۶۷) هنرمند نروژی ساکن شهر نیویورک است. وی به عنوان «یکی از مهمترین هنرمندان نروژ» توصیف شده‌است و پس از نمایش مجسمه‌های خود در سال ۲۰۱۴، صندلی، در لیست «مشهورترین هنرمند نروژی از زمان ادوارد مونک» قرار گرفت.

## زندگی و کار
ملگورد در سیدنی از پدر و مادری نروژی متولد شد، در اسلو، نروژ بزرگ شد و هم‌اکنون در نیویورک کار و زندگی می‌کند. ملگورد در اوایل کار خود اینستالیشنهای بحث‌برانگیزی را ساخت که به خرده فرهنگ‌های براندازانه مانند سادومازوخیسم و موسیقی هوی متال اشاره می‌کند. در حال حاضر، عمده کارهای او در زمینه طراحی و نقاشی‌های اکسپرسیونیستی است که اغلب حاوی متن می‌باشند.
ملگورد از ۱۹۹۱ تا ۱۹۹۲ در آکادمی ملی هنرهای زیبا نروژ، ریکس‌آکادمی در آمستردام و از ۱۹۹۲ تا ۱۹۹۳ در آکادمی جان ون ایک در ماستریخت تحصیل کرده‌است.
اولین نمایشگاه او در نیویورک در سال ۲۰۰۰ بود. در این نمایشگاه او مجسمه‌هایی را به نمایش گذاشت از میمون‌هایی که در حال انجام اعمال جنسی بودند. ملگورد در سال ۲۰۰۹ برای همیشه به نیویورک نقل مکان کرد.
در ژانویه ۲۰۱۴، آثار هنری فایبرگلاس وی، صندلی، هنگامی که تصویری از آن در یک وب سایت مد منتشر شد، جنجال برانگیخت. صندلی به نظر می‌رسید یک زن سیاه‌پوست خوابیده به پشت است و بالشتک صندلی روی رانهایش قرار دارد. تصویر صاحب مجله، داشا ژوکووا (که سفیدپوست است) روی این صندلی نشسته‌است. پس از اتهامات نژادپرستی، این تصویر پس گرفته شد. ملگورد آن را بعنوان تفسیر مجددی از اثر هنری ''صندلی مشابه'' ساخته شده توسط آلن جونز، پاپ‌آرتیست انگلیسی، توصیف کرده‌است و قصد داشته تا این اثر نظریه ای در مورد سیاست‌های جنسیتی و نژادی باشد. مدیر گالری استیون پولاک گفت: «اثر این هنرمند از نظر سیاسی منطبق با انتظارات فرهنگی جامعه نیست، اما او مطمئناً نژادپرست نیست و قبلاً یک دوست پسر سیاه‌پوست داشته‌است. "

## نمایشگاه‌های قابل توجه
۲۰۱۹
- به‌طور طبیعی برهنه، گالری گری تاتینتیان، مسکو[۹]

۲۰۱۳
- «بیرنه ملگورد»، آستروپ فرنلی، اسلو[۱۰]
- «شفافیت‌های عام»، گاوین براون، نیویورک[۱۱][۱۲]

۲۰۱۲
- «خانه ای برای مردن»، مؤسسه هنرهای معاصر، لندن

۲۰۰۸
- بیرنه ملگورد، گالری گرین نافتالی، نیویورک

۲۰۰۷
- شکار فریبندگی، گالری فاروشو، کپنهاگ

۲۰۰۶
- هرج و مرج، گالری آن د ویلپوکس، پاریس
- فوق‌العاده، گالری گویدو بایده، برلین

۲۰۰۵
- یاس لا نویت، بیمارستان اسب، لندن
- هالو شاید، موزه هاگار وستفولد، اسلو

۲۰۰۳
- شرمندگی، تالار هنر برگن، برگن
- پایان نوجوان حرفه ای، اسکچ، لندن

۲۰۰۲
- قانون سیاه، موزه MARTa Herford، هانوفر
- Galleria d'Arte Moderna، بولونیا